# Säynäjälampi (sjö i Kuhmo, Kajanaland)
Säynäjälampi är en sjö i kommunen Kuhmo i landskapet Kajanaland i Finland. Arean är 44 hektar och strandlinjen är 4,03 kilometer lång. Sjön  ingår i Uleälvens huvudavrinningsområde.   Den ligger omkring 62 kilometer öster om Kajana och omkring 480 kilometer norr om Helsingfors. 